# Levantamiento de Locumba
El levantamiento de Locumba (o también denominado el Locumbazo) fue un motín y levantamiento militar ocurrido el 29 de octubre de 2000, en Locumba, departamento de Tacna, Perú, encabezado por el comandante del Ejército Peruano Ollanta Humala Tasso (posteriormente presidente del Perú), junto a su hermano, el mayor de infantería en retiro, Antauro Humala Tasso. Este alzamiento tenía la intención de exigir la renuncia del presidente Alberto Fujimori, quien se había reelegido por segunda vez en unas elecciones consideradas ilegítimas; cabe señalar sin embargo, que por entonces el régimen fujimorista ya se hallaba en decadencia. Este acontecimiento marcó el inicio de la carrera política de Ollanta Humala, que lo llevó a la presidencia del Perú en 2011.

## El levantamiento
Locumba se halla en el distrito del mismo nombre, perteneciente a la provincia de Jorge Basadre en el departamento de Tacna, que se encuentra en el extremo sur del Perú, cerca de la frontera con Chile. El comandante Ollanta era entonces primer jefe de unidad del Grupo de Artillería Antiaérea N.º 501 en el Fuerte Arica, situado en el distrito de Ite, sede de la Sexta División Blindada.

### Sublevación en Camiara y Locumba
La madrugada del 29 de octubre de 2000, Ollanta acompañado por el suboficial Amílcar Gómez salió con una tropa de 60 soldados del Fuerte Arica, con el pretexto de una marcha de campaña o patrullaje en un lugar llamado Alto de la Alianza. Veinte minutos después de iniciada la marcha y cerca al poblado de Camiara, se les unió el mayor retirado Antauro Humala, quien fue presentado por Ollanta a la tropa, revelándoles entonces sus verdaderos motivos, esto es, rebelarse contra el gobierno. Siete minutos después los sublevados llegaron a Locumba y los líderes del levantamiento declararon oficialmente la rebelión en la plaza central frente a varios campesinos del lugar que de hecho mostraron su apoyo. 

### Secuestro del general Bardales
En esos días, el jefe de la Sexta División Blindada y jefe del fuerte Arica, era el general Carlos Bardales Angulo. Todos los fines de semana el general Bardales se trasladaba a Tacna, sin embargo, ese día, domingo 29 de octubre, se quedó en el cuartel y fue notificado del levantamiento. En una actitud nada convencional, él mismo marchó detrás del comandante rebelde, pidiéndole en persona que depusiera su actitud. Fue entonces cuando Ollanta Humala lo encañonó con su arma y lo obligó a subir en su carro en calidad de rehén. El comandante rebelde, tenía la seguridad de que otras guarniciones militares del país se plegarían a la rebelión que había iniciado, pero eso no ocurrió. Ese mismo día, el Comando del Ejército del Perú emitió un comunicado donde reprochaba el accionar de Ollanta.
El ejército desplegó a más de 500 soldados para cercar a Ollanta y a los rebeldes, aunque dicha tropa no llegó a entrar en acción.

### Toma de la mina de Toquepala
Con Bardales a bordo, la expedición continuó su trayecto hacia el campamento minero de Toquepala (propiedad de la minera Southern Perú Copper Corporation), que fue tomado en la mañana siguiente; allí Ollanta permaneció siete horas. En el ínterin exigió víveres para sus hombres y tres vehículos con sus respectivos choferes, quienes se convirtieron en sus rehenes durante algunas horas. Desde allí llamó también por teléfono a Radio Programas del Perú, para leer una proclama donde exigía la renuncia del Presidente Alberto Fujimori. Para entonces, hacía ya más de un mes que Fujimori había anunciado su voluntad a renunciar y convocar a nuevas elecciones. Cuando Ollanta abandonó el campamento minero, solo le seguían 19 reservistas, pues los demás habían desertado. Según los Humala, tomaron la mina de Toquepala, como una emulación de la Toma de la Brea y Pariñas efectuada por el Gobierno de Juan Velasco Alvarado.

### En la clandestinidad
Al tercer día, Ollanta Humala huyó con apenas tres reservistas y se ocultó, mientras que su hermano Antauro logró que algunos reservistas y comuneros se unieran a la protesta, recorriendo un sector de la serranías de Moquegua en los Andes peruanos.
Según el general de división EP Abraham Cano, jefe de la Tercera Región Militar con sede en Arequipa, “Humala estuvo acompañado por 60 efectivos, de los cuales primero se rindieron 2, luego 12 el lunes y por último 40”. Algunos de ellos afirmaron que se limitaron a seguir órdenes de su comandante. Al poco tiempo de estallado el levantamiento, llegaron a Moquegua 330 reservistas del Ejército peruano procedentes de Tacna, Lima y Huaral, manifestando su apoyo al accionar de Ollanta. Como ya no se supo más de Ollanta y Antauro, y los soldados bajo su mando volvieron a las tropas leales, el ejército suspendió las operaciones disuasivas y los soldados movilizados regresaron a sus cuarteles.

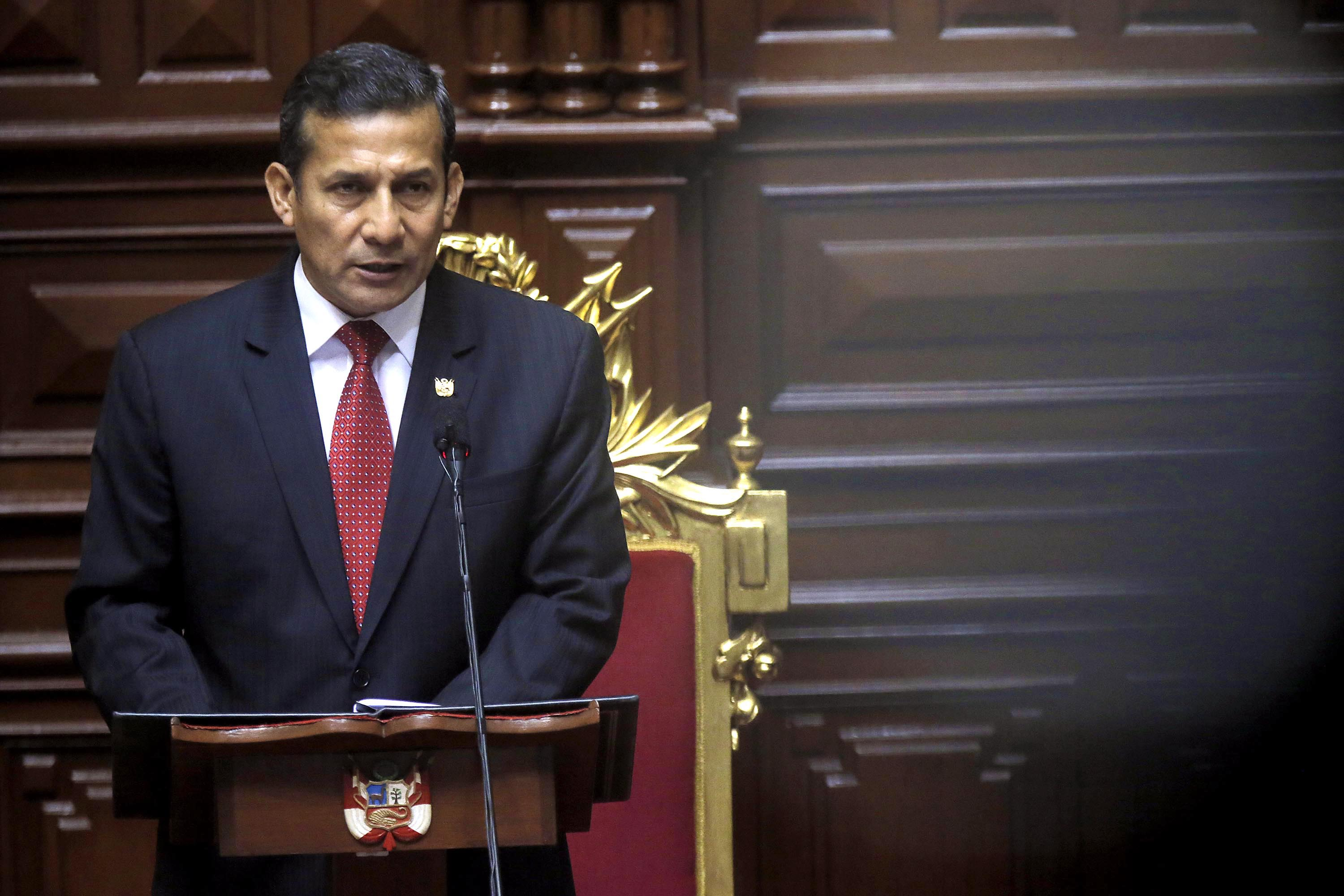
El motín significó el alzamiento político de Ollanta Humala en el país, lo que años después lo llevaría a la presidencia.

Al poco tiempo, el 17 de noviembre, Fujimori huyó del país, derrumbándose el régimen fujimorista e instaurándose el Gobierno transitorio de Valentín Paniagua. Ollanta sin embargo, se mantuvo rebelde pero al poco tiempo solicitó una entrevista al presidente Paniagua para entregarse.

## Rendición y amnistía
Finalmente ambos hermanos se rindieron, el día 10 de diciembre, al ver que se había normalizado la institucionalidad del país. El 13 de diciembre, antes de viajar a Lima, Ollanta y su hermano Antauro Humala se presentaron ante 5000 personas en la Plaza de Armas de Tacna.
Los Humala llegaron a Lima y se entregaron a la Segunda Zona Judicial del país, siendo recluidos en la Fortaleza del Real Felipe (Callao). Si bien la marcha de Antauro tomó unas tres semanas, el episodio liderado por Ollanta solo duró tres días, hasta que se quedó sin soldados. En todo ese proceso no se disparó ni un solo tiro. 
Se dictaminó la apertura del proceso contra los hermanos Humala, por rebelión, sedición e insulto al superior, en el que fue incluido el suboficial Amílcar Gómez. El abogado Javier Valle Riestra solicitó una amnistía para los Humala alegando que éstos habían ejercido el «derecho a insurrección contra un gobierno ilegítimo y totalitario». El 21 de diciembre del 2000, el Congreso les concedió la amnistía solicitada, que se extendió al personal militar y civil que participó en la insurrección. Ollanta fue reincorporado en el ejército, y tiempo después fungió como agregado militar en París y luego en Corea del Sur. Mientras que su hermano Antauro encabezaría otra asonada, esta vez en Andahuaylas, el llamado Andahuaylazo, a principios del año 2005, ya bajo el gobierno de Alejandro Toledo.

## Importancia
Este levantamiento sirvió para que cobraran notoriedad pública ambos hermanos protagonistas, Ollanta y Antauro, hasta entonces oficiales del ejército desconocidos. Los dos son seguidores de los principios del Etnocacerismo, una ideología extremista esbozada por su padre, el abogado Isaac Humala.
Para los seguidores de los Humala, el levantamiento de Locumba constituyó una importante gesta porque se sumó a las marchas y actos de protesta en contra de la perpetuación ilegítima en el poder de Fujimori (como la marcha de los cuatro suyos), y que en conjunto contribuyeron a la caída de dicho régimen.

## Controversia
Tiempo después, se conoció que el día de la sublevación (domingo 29 de octubre de 2000) coincidió con la misma fecha y casi la misma hora (una de la mañana) en la que fugó del Perú el exasesor presidencial Vladimiro Montesinos a bordo del velero Karisma, rumbo a Panamá (quien pasó luego a Venezuela, para meses después ser capturado y extraditado al Perú, donde actualmente se halla preso, en la Base Naval del Callao). Estos hechos se prestaron a suspicacias, surgiendo la teoría de que la rebelión de Ollanta y el secuestro del general Carlos Bardales Angulo constituyeron una farsa coordinada con Montesinos, como parte de un operativo de distracción planificado para que la salida del exasesor pasara inadvertida, toda vez que la atención del país estaría centrada a unos 1.300 km al sur de Lima, en Locumba. 
Esta acusación tomó más cuerpo en tiempos de la campaña electoral del 2006 cuando Ollanta postuló por primera vez a la presidencia, y fue reflotada en la del 2011, esta vez por los seguidores de la candidata Keiko Fujimori, que enfrentó a Ollanta en la segunda vuelta electoral. Se menciona incluso que unos documentos de inteligencia afirman que se efectuaron llamadas desde el celular de Montesinos (9970-8099) al teléfono del fuerte Arica (054-713791), el mismo día del alzamiento, la primera a las 10:52 de la mañana y las tres restantes luego de las 2 de la tarde; también se cita un audio de una declaración judicial de Montesinos, a quien se oye decir que lo de Locumba fue una farsa montada por él mismo.